# Eugen Geiwitz
Eugen Geiwitz (ur. 14 grudnia 1901 w Ulm, zm. 14 kwietnia 1984 w Blaustein) – niemiecki szpadzista, brązowy medalista mistrzostw świata. 
Podczas mistrzostw świata w Lozannie w 1935 roku (oficjalnie imprezy tego cyklu rozgrywane są pod tą nazwą od 1937) Niemcy w składzie: Eugen Geiwitz, Heinz Heigl, Siegfried Lerdon i Stefan Rosenbauer zdobyli brązowy medal w szpadzie drużynowej.
Na igrzyskach olimpijskich w Berlinie w 1936 roku zajął czwarte miejsce w szpadzie drużynowej. Był to jego jedyny start olimpijski.
W latach 1933 i 1934 zdobywał mistrzostwo kraju w szpadzie indywidualnej.